# 田舎町ダイアリーズ
『田舎町ダイアリーズ』（いなかまちダイアリーズ、原題：어쩌다 전원일기）は、2022年9月5日から9月28日までの毎週月曜、火曜、水曜日に韓国のKakao TVで公開された、全12話の恋愛喜劇ドラマ。女性アイドルグループRed Velvetのジョイが、主人公である田舎の交番の巡査を演じた。

## 原作ほか
パク・ハミン(박하민)が2019年にインターネット上に発表した小説『어쩌다가 전원일기』が原作で、ドラマ化作品公開翌月の2022年10月に単行本が出版された。
この小説を原作にしてタランオ(다랑어)が絵を描いた漫画化作品が2022年3月にインターネット上に発表開始され、2023年6月に完結した。

## 出演

### 主要人物
アン・ジャヨン：ジョイ（Red Velvet）
ヒドン里にある交番の巡査。ヒドン里の一番の人気者。
ハン・ジユル：チュ・ヨンウ
突然ヒドン里に現れたソウル出身の獣医。人に興味がない。
イ・サンヒョン：ペク・ソンチョル
青年農夫。